# Вега, Роман
Рома́н Габриэ́ль Ве́га (исп. Román Gabriel Vega; род. 1 января 2004, Буэнос-Айрес) — аргентинский футболист, защитник клуба «Зенит».

## Клубная карьера
Вега — воспитанник столичного клуба «Архентинос Хуниорс». 9 мая 2021 года в матче против «Эстудиантеса» он дебютировал в аргентинской Примере. Летом 2022 года Вега на правах аренды перешёл в дублирующий состав испанской «Барселоны». 2 октября в матче против дублёров «Реал Сосьедад» он дебютировал в Первом дивизионе Испании.
В июле 2025 года перешёл в петербургский «Зенит».

## Международная карьера
В 2023 году в составе молодёжной сборной Аргентины Вега принял участие в домашнем молодёжном чемпионате мира. На турнире он сыграл в матчах против команд Гватемалы и Новой Зеландии.